# Éclairage de vélo
Pour les articles homonymes, voir éclairage.

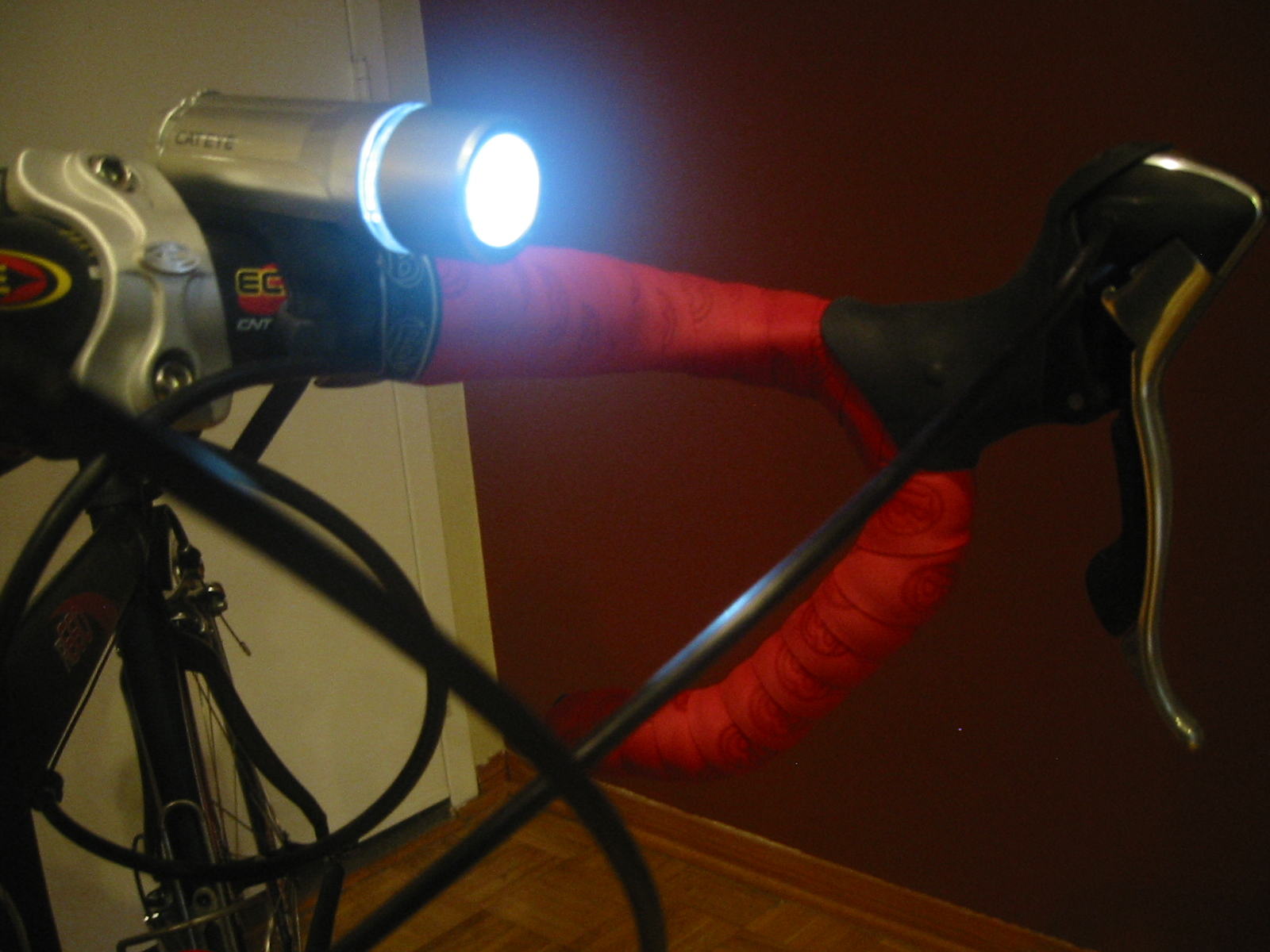
Un éclairage LED à pile.

L'éclairage à vélo est l'ensemble des composants permettant à un cycliste de voir et d'être vu dans l'obscurité ou des conditions de faible visibilité. Ces composants peuvent être des phares ou des éléments réfléchissants. Dans la plupart des pays, l'éclairage est un équipement obligatoire.
L'éclairage est un élément essentiel du cycliste urbain. Toutefois, il est aussi utile au cycliste sportif, pour les entraînements avec peu de visibilité, ou pour les courses de nuit.

## Éclairage avec générateur
L'éclairage par générateur  est une forme d'éclairage utilisée sur les vélos, utilisant la force de propulsion développée par l'utilisateur pour entraîner un alternateur qui alimente électriquement le ou les phares.
Le dispositif est composé de trois éléments reliés entre eux par des fils électriques :
- Le générateur de courant, un alternateur ;
- Le feu rouge à l'arrière ;
- Le phare[1]. à l'avant.

Le retour de courant (la masse) par le cadre a été abandonné sur les vélos modernes. Mais on distingue parfois cependant un « fil de masse » par un liseré blanc.
Les alternateurs de vélo fournissent habituellement une tension alternative de 6 volts sous une puissance de 3 watts soit un courant nominal de 0,5 ampère. Cette puissance est généralement répartie en 2,4 W pour le phare avant et 0,6 W pour la lampe de position arrière. Parfois le générateur n'a qu'une puissance nominale de 2,4 W, et ne peut donc alimenter que le seul phare avant de 2,4 W. Au contraire il existe des ampoules de 3 W pour phare avant : celles-ci exigent de monter un générateur standard de 3 W tout en excluant que celui-ci alimente le feu arrière (avec ampoule à filament) en même temps (qui sera typiquement une lampe à pile dans ce cas, mais peut aussi être alimenté par le générateur s'il s'agit d'une lampe à LED, car alors très peu énergivore).
L'inconvénient du générateur est l'arrêt de production d'électricité à l'arrêt du vélo. Pour compenser cela, certains phares incluent un condensateur (voire plutôt un supercondensateur), qui leur permet de rester allumés pendant un bref arrêt du vélo, sinon une batterie.
Les éclairages de vélo à LED, dont la consommation énergétique est très réduite par rapport aux modèles traditionnels avec ampoules à filament, permettent d'alimenter en même temps un phare avant et un feu arrière avec n'importe quel générateur, sans se soucier de la puissance nominale de celui-ci. Aussi le temps pendant lequel ces éclairages LED peuvent rester en marche, après l'arrêt du vélo grâce au seul supercondensateur, se trouve considérablement rallongé, jusqu'à atteindre couramment cinq minutes voire plus.

### Dynamo «bouteille»

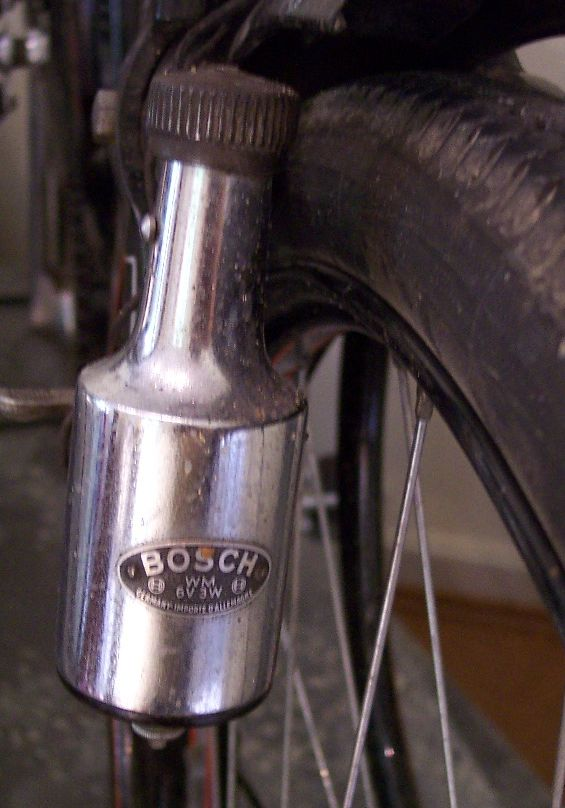
Dynamo « bouteille ».

Une dynamo dite « bouteille » est, malgré son nom, un générateur de courant alternatif entraîné par une molette crantée appuyée contre le flanc du pneu par ressort. Le corps du générateur a une forme évoquant celle d'une bouteille en miniature, et puis la molette complète cette allusion/illusion car assez ressemblant à un bouchon à vis. Tournée par le frottement du pneu, la molette entraîne la rotation du rotor d'un alternateur. Lorsque l'on tire latéralement sur le générateur afin de l'éloigner du pneu, un loquet s'engage spontanément pour le maintenir en position écartée. Ce loquet se désengage manuellement soit en actionnant un bouton soit en appuyant longitudinalement directement le corps du générateur, laissant libre cours au ressort d'appuyer le générateur à nouveau contre le flanc du pneu.
Les dynamos « bouteille » sont en général peu chères et faciles à monter. En revanche, leur fonctionnement est bruyant, énergivore et sensible à la pluie/neige/boue. Enfin le fonctionnement du générateur sera très sérieusement compromis dès lors que la roue sera voilée, surtout à vitesse soutenue, car provoquant des sursauts du générateur qui interrompent son entraînement. 

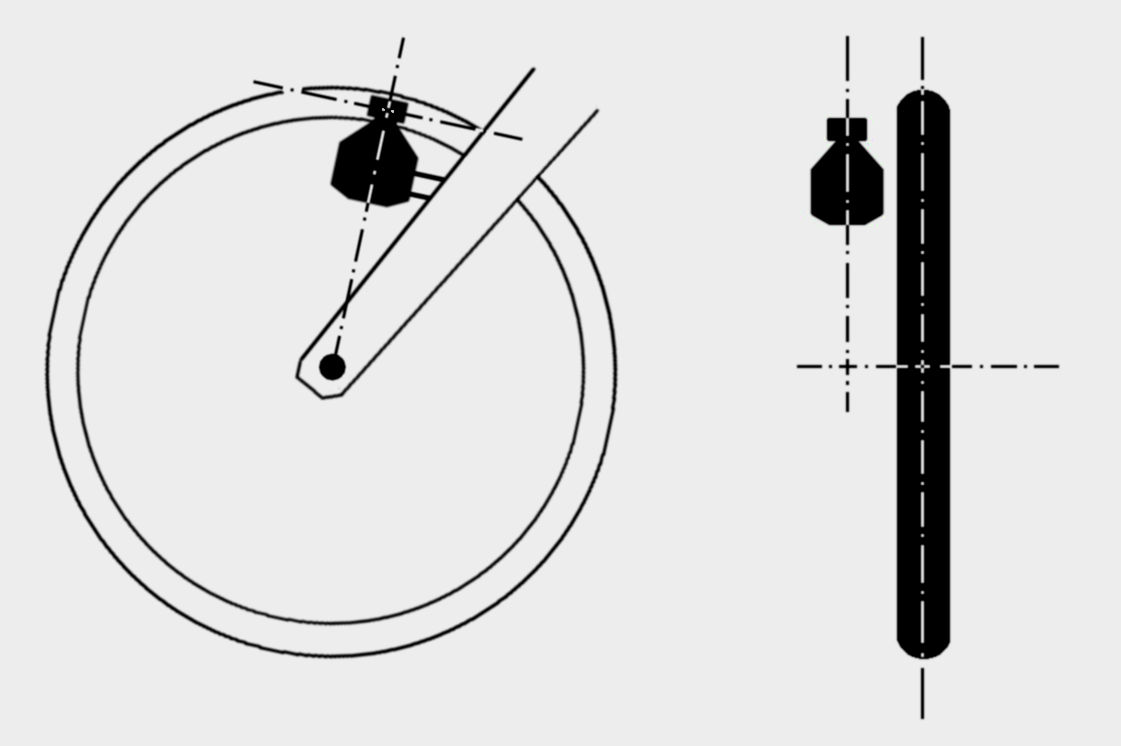
Montage d'une dynamo bouteille et roue.

Pour maximiser sa fiabilité et minimiser l'usure des pneus, la dynamo doit être soigneusement alignée, radialement par rapport à la roue du vélo, avec son axe de rotation intersectant celui de la roue. Beaucoup de pneus portent une bande crantée moulée dans leur flanc pour fiabiliser l’entraînement d'une dynamo « bouteille ». Mais ce dispositif ne garantit pas toujours le bon fonctionnement, surtout par temps de pluie, et devient moins efficace avec l'usure. La molette d'entraînement peut être en métal ou en plastique, et est presque toujours crantée longitudinalement. Elle peut être munie de son propre garde-boue pour éviter d'éclabousser les jambes du cycliste (lorsque la dynamo est installée sur la roue arrière et si celle-ci est déjà munie d'un garde-boue efficace). Il existe aussi des molettes en forme de petite brosse circulaire métallique, dont l'abrasivité des multiples fils en acier assure une accroche plus fiable en cas de pluie.

### Dynamo moyeu

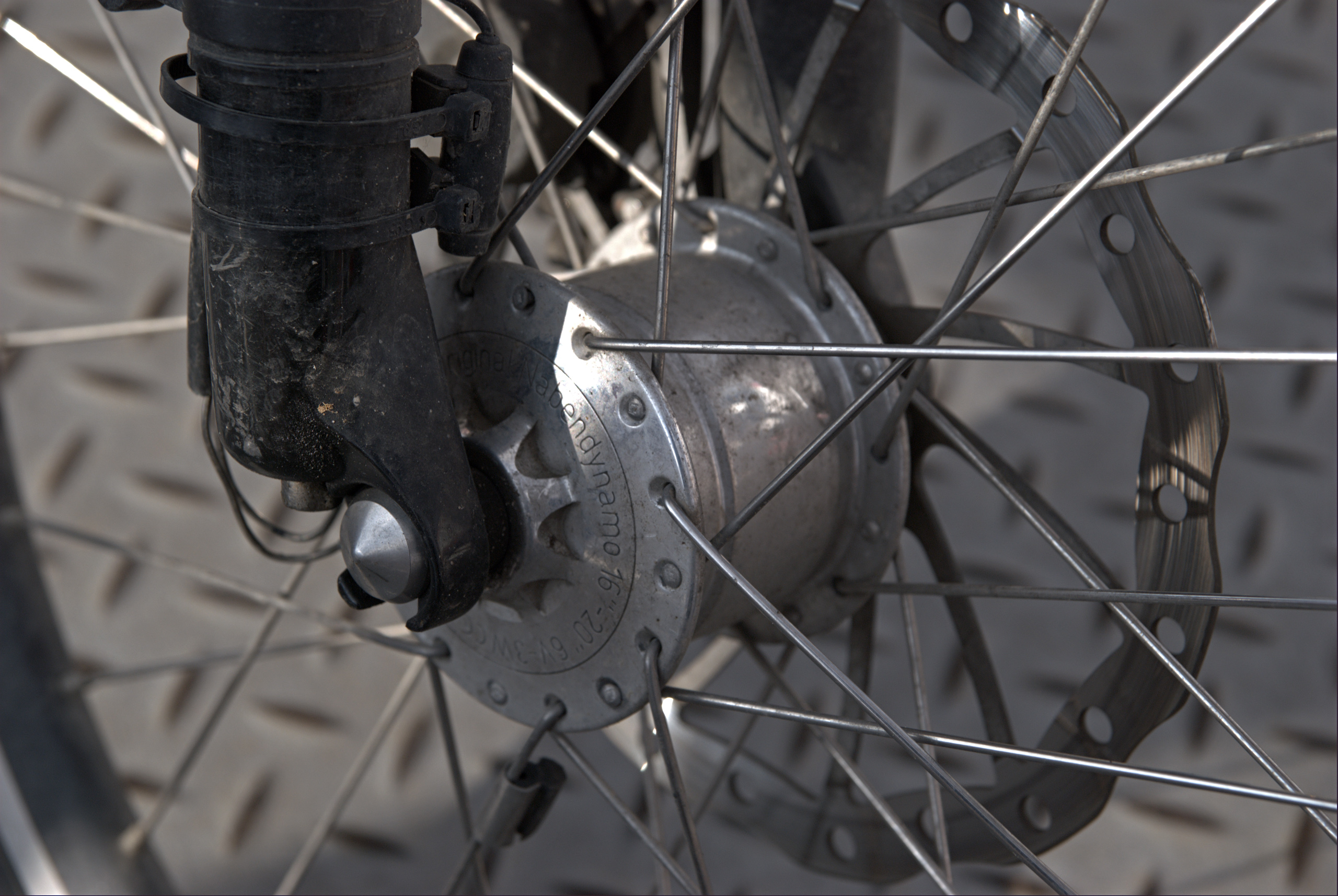
Une dynamo moyeu SON XS, version adaptée pour frein à disque.

Une dynamo moyeu est un générateur électrique intégré dans l'un des moyeux du vélo, presque toujours dans la roue avant. Il s'agit en réalité d'un alternateur, car produisant un courant alternatif monophasé, et non d'une dynamo au sens strict du terme.
La dynamo moyeu n'est pas sensible à la pluie ou la neige, qui peuvent mettre en défaut les dynamos « bouteille ». Utilisée en combinaison avec un phare avant à LED, elle permet un éclairage totalement fiable, puissant même à faible vitesse, le tout en restant peu énergivore (car très efficace). Certains phares atteignent les 80 lux continu à 10 mètres. Enfin, la dynamo moyeu étant toujours active, un détecteur de luminosité intégré dans certains modèles de phare permet l'allumage automatique des éclairages dès que la luminosité baisse, que cela soit dû à la tombée de la nuit, à l'entrée dans un tunnel, ou aux mauvaises conditions météo.
Toutes les dynamos moyeux partagent une architecture commune très simple : les seuls bobinages se trouvent dans le stator, autour de l'axe de la roue, avec des roulements de part et d'autre, le tout renfermé dans le corps tournant du moyeu qui porte sur sa paroi interne le rotor formé d'aimants permanents. En tournant une roue munie d'une dynamo moyeu un léger effet de crantage peut être aperçu, où il faut fournir un effort pour quitter un « cran » magnétique, et puis la roue se meut d'elle-même pour s'engager dans le « cran » suivant, restituant de la sorte (presque) l'effort que celui consenti au départ. Ce phénomène de « crantage » se remarque surtout en tournant avec les doigts l'axe d'une roue sortie du vélo, mais ne se remarque quasiment plus une fois la roue en place sur le vélo. Malgré tout, ce « crantage » magnétique est légèrement énergivore car l’énergie emmagasinée pour quitter un « cran » n'est pas totalement restituée lorsque la roue se meut sur le « cran » suivant, ceci dû aux petites pertes magnétiques. Dans les dynamos moyeux haut de gamme ces pertes sont limitées au point de s’avérer indécelables en utilisation courante (c'est-à-dire en dehors des courses sportives chronométrées), et pour limiter les pertes mécaniques des roulements (très) haut de gamme sont employés sauf sur les dynamo moyeux les plus basiques. Les dynamos moyeux les plus chères se concurrencent par leur légèreté, leur petitesse et leur esthétique soignée. Certaines permettent de débrayer mécaniquement l'alternateur, ce qui élimine entièrement les pertes résiduelles, avec l'inconvénient que cela oblige de s’arrêter pour remettre en marche l'éclairage, mais l'avantage de pouvoir concourir sans gêne et de s'entraîner de jour comme de nuit sur exactement le même vélo.

## Éclairage à piles
Il existe également des éclairages fonctionnant à piles. Ils peuvent être intégrés dans un système d'éclairage fixe, ou amovible. Ce système possède l'avantage de ne pas exercer de frottements, et donc de perte de rendement. En revanche, il possède une autonomie limitée par la durée de vie des piles qui servent à alimenter les phares.
Les éclairages amovibles peuvent se placer sur le guidon ou sur le casque pour l'éclairage avant, sur le porte-bagage ou sous la selle pour l'éclairage arrière. Ils sont particulièrement intéressants pour les cyclistes sportifs, puisqu'ils sont faciles à enlever lorsque le cycliste souhaite maximiser la performance.
Ces phares (on ne parle plus ici de « lampes de vélo » mais bel et bien de « phares » ont une puissance variable allant jusqu'à éclairer autant qu'un phare de voiture) sont idéal pour s'aventurer dans les bois, sentiers de forêts, etc., ou alors pour la compétition lors d'épreuves nocturnes.

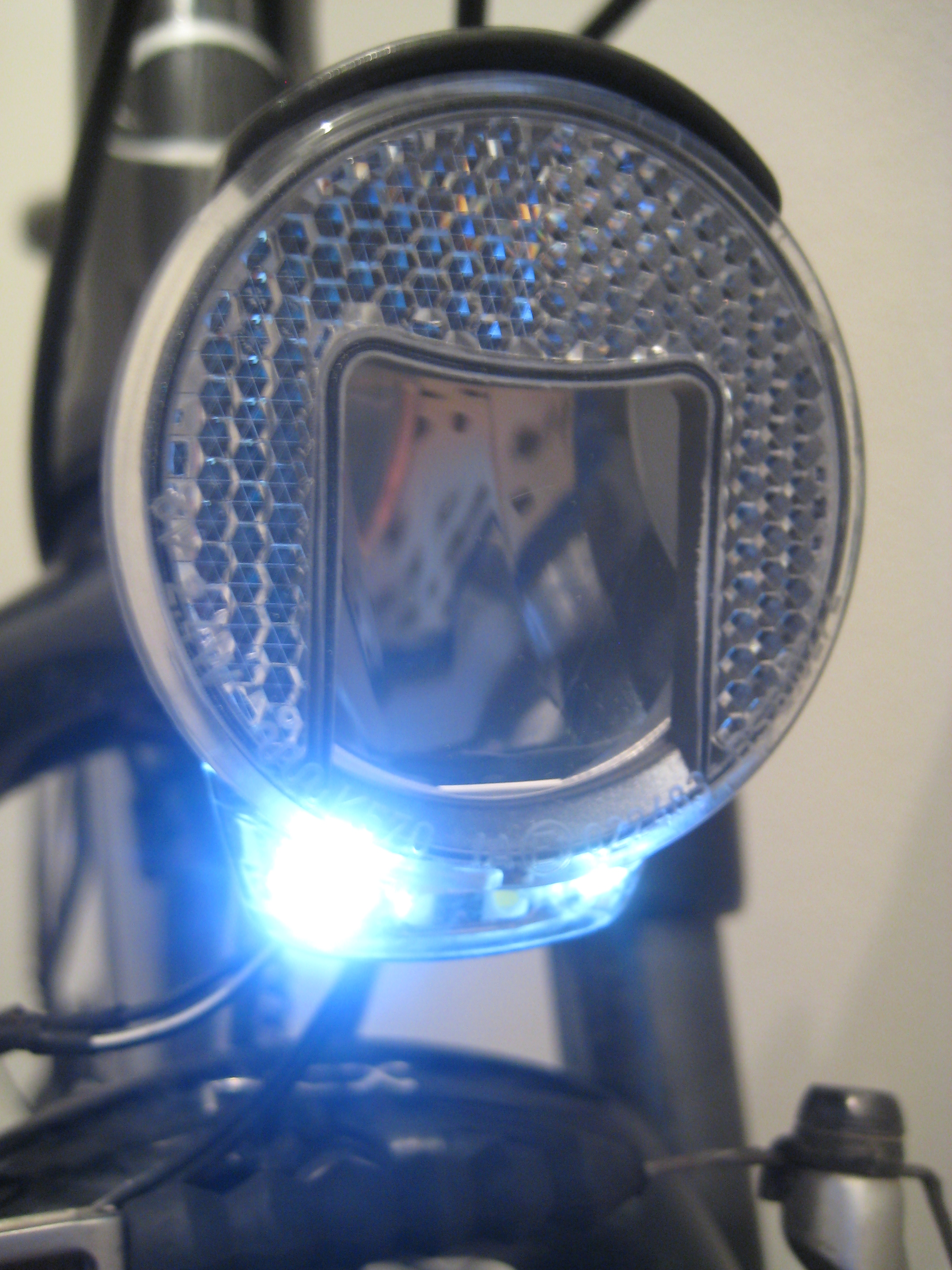
Feux diurnes à LED pour vélo, Cyo RT de Busch & Müller.

## Feux diurne
Certains phares sont munis de feux diurne, permettant une meilleure visibilité du cycliste de jour. Ce sont généralement des feux à LED, distincts du phare principal. Les feux diurnes s'éteignent automatiquement lors de l'allumage du phare principal. L'éclairage LED, très performant se généralise et offre d'excellent résultats en matière de visibilité et donc de sécurité.

## Éléments réfléchissants

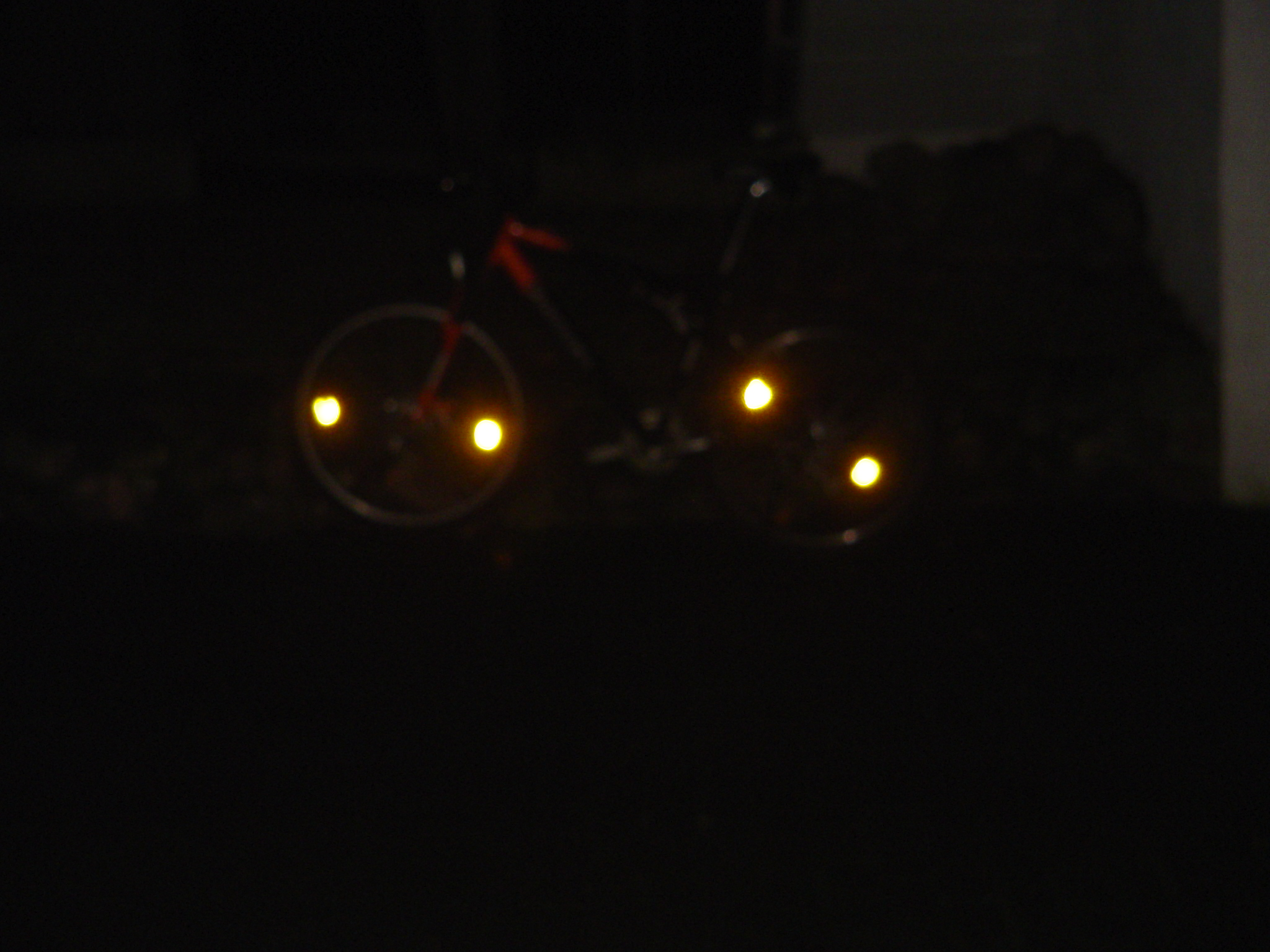
Vélo vu de nuit grâce par réflexion de l'éclairage des feux de la voiture sur les catadioptres.

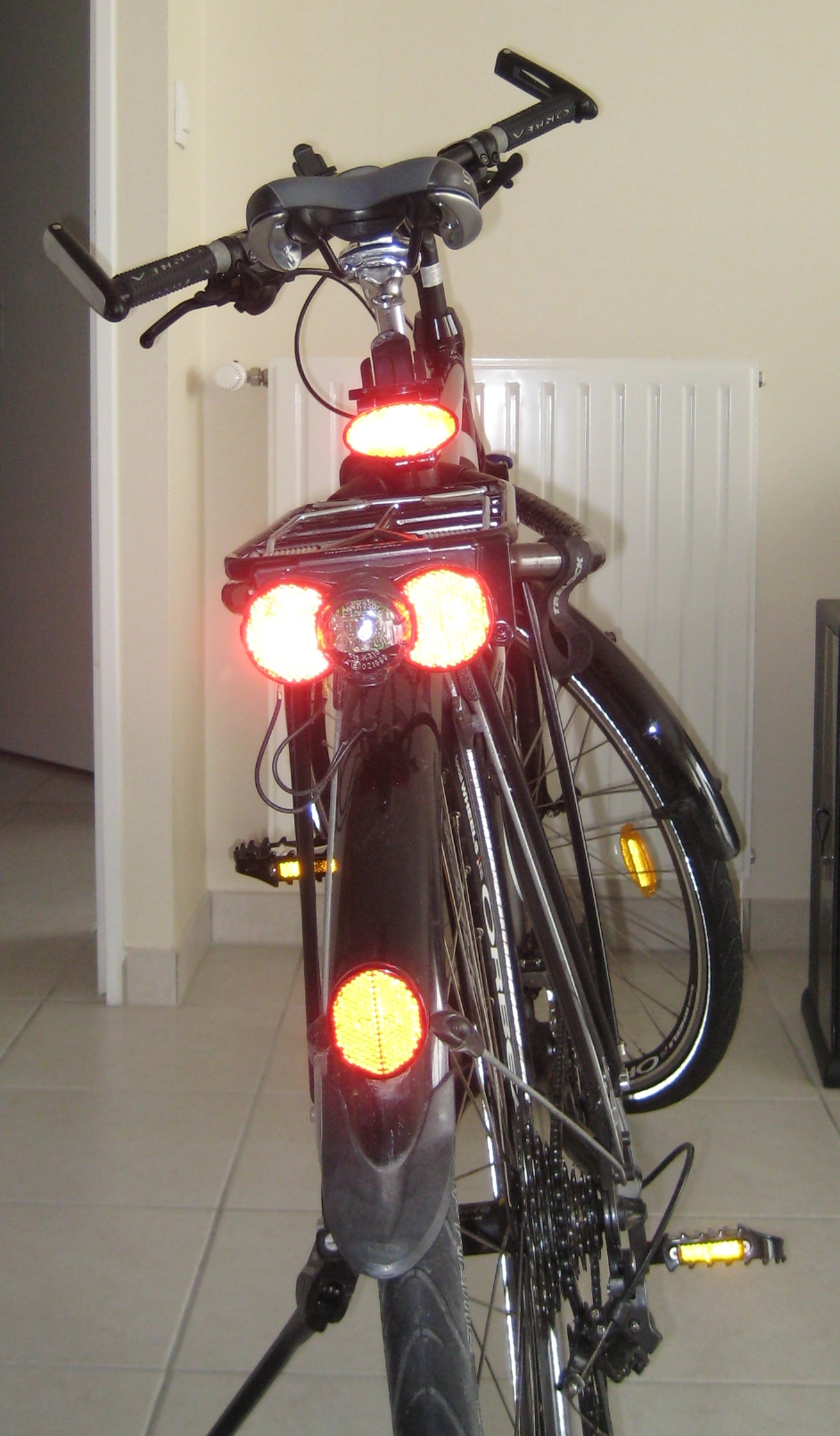
Catadioptres arrières montés sur garde-boue, flancs de pneus, sur roues, et sur pédales.

L'éclairage actif est en général augmenté de divers dispositifs rétro-réfléchissant, qui permettent de réfléchir la lumière des phares des automobiles, et donc d'augmenter la visibilité du cycliste.
Ils peuvent être présents sur le vélo lui-même :
- Catadioptres avant et arrière ;
- Pneus à flancs réfléchissants ;
- Réflecteurs de roues ;
- Réflecteurs de pédales.

ou sur le cycliste :
- Gilet de haute visibilité ;
- Veste, sur-pantalon, sur-chaussure, casque, comportant des éléments réfléchissants ;
- Brassards réfléchissants.

## Réglementation selon les pays

### France
En France, seuls 10 % des cyclistes circulent la nuit alors que 21 % des accidents mortels s'y produisent en 2009, selon la fédération française des usagers de la bicyclette (FUB) ; de même un tiers des accidents aux heures de pointe surviennent dans l'obscurité, les automobilistes ne voyant pas le cycliste.
En terme d'homologation, les feux avant doivent porter les mentions TPLbi - TPLPbi ou TPLGPbi alors que les feux arrière doivent porter les mentions TPRbi - TPRPbi ou TPRGPbi. En particulier la réglementation française n’impose aucune puissance minimale pour un éclairage donné selon la FUB.
Un vélo circulant de nuit ou par visibilité insuffisante (brouillard, orage ou temps très nuageux, passage dans un tunnel) doit avoir allumé un phare émettant une lumière blanche ou jaune vers l'avant ainsi qu'une lampe émettant une lumière rouge vers l'arrière. Le feu de position avant blanc ou jaune doit émettre une lumière fixe, c'est-à-dire non clignotante, le feu de position arrière peut être fixe ou à intensité variable (clignotant), selon le code de la route.
L'équipement des réflecteurs est obligatoire, jour et nuit, partout et par tous les temps (sauf routes fermées à la circulation) : catadioptre blanc à l'avant, catadioptre rouge à arrière, des réflecteurs de pédales, et des réflecteurs orange visibles latéralement qui peuvent être affixés dans le rayonnage de chaque roue (sauf si le pneu est muni d'une bande réfléchissante homologuée[réf. nécessaire]). 
Le port du gilet de haute visibilité est également obligatoire hors agglomération, la nuit ou lorsque la visibilité est insuffisante.

### Suisse
En Suisse, les vélos doivent être équipés d'un éclairage non clignotant, blanc à l'avant, rouge à l'arrière qui doivent être obligatoirement allumés la nuit et au crépuscule, ainsi que de catadioptres avant, arrière et sur les pédales.